# Precious Woods
Die Precious Woods Holding AG mit Sitz in Zug und einer Zweigniederlassung in Zürich ist eine 1990 gegründete Schweizer Holding-Gesellschaft, die in der internationalen Holzwirtschaft aktiv ist und nach den Kriterien des Forest Stewardship Council (FSC) für nachhaltige Forstwirtschaft in den tropischen Regenwäldern Südamerikas und Afrikas zertifiziert ist.

## Geschichte und Unternehmensstruktur
Als Verwaltungsratspräsidenten wirkten in der Anfangszeit der ehemalige Präsident der Schweizerischen Nationalbank Fritz Leutwiler und ab 1997 der frühere Arzt Andres Gut.
Vom 18. März 2002 bis 9. August 2013 war die Precious Woods Holding AG an der Schweizer Börse SIX Swiss Exchange. Von 2013 bis 2021 wurden die Aktien auf der OTC-Handelsplattform der Zürcher Kantonalbank gehandelt. Seit dem 1. Juli 2021 ist die Aktie über die Privatbank Lienhardt & Partner in Zürich und seit 1. Dezember 2021 über die OTC-X der Berner Kantonalbank handelbar.
Das von Precious Woods im Regenwald geerntete Tropenholz ist seit 2017 durch das Pan-European Forest Council (PEFC) und schon vor 1997 durch das Forest Stewardship Council (FSC) zertifiziert. Die Einhaltung der entsprechenden Regeln wird für die einzelnen Tätigkeitsbereiche laufend ausgewiesen.
- Costa Rica: Ursprünglich startete das Unternehmen 1990 durch Aufforstungen von Weideland in Costa Rica, Mittelamerika. Finanziert wurden die Tätigkeiten durch wenige Investoren.

- Brasilien: 1994 erwarb Precious Woods Landbesitzrechte in bestehendem Urwald der Gegend von Itacoatiara nahe Manaus im Amazonasgebiet, wo ein erster nachhaltiger Forstbetrieb in Amazonien entstand, welcher seit 1997 FSC-zertifiziert ist. Teil der Überlegungen war, kurzfristiger als in Costa Rica Erträge generieren zu können. Es entstanden Weiterverarbeitungsbetriebe für Schnittholz, Furniere und Fertigprodukte. Ein Zusatzgeschäft ist der Verkauf von Emissionszertifikaten. Das anfallende Sägemehl wurde im eigenen Biomassekraftwerk BK Energia zur Elektrizitätserzeugung genutzt.[5] Als Folge einer Restrukturierung wurde 2012 die bisherige Mehrheitsbeteiligung an diesem Kraftwerk in eine Minderheitsposition von 40 % umgewandelt.[9]

- 2001 gegründete Precious Woods mit A. van den Berg B.V., Niederlande, eine gemeinsame Tochtergesellschaft im brasilianischen Pará, bzw. Belém. Im Gegensatz zu Itacoatiara handelte es sich um Forstkonzessionen, welche sich später als höchst umstritten herausstellten. Nach grossen Verlusten, staatlichen Auflagen und Rechtsverfahren gab Precious Woods diese Tätigkeiten 2008 auf.

- Nicaragua: Als weitere Aktivität in Mittelamerika wurden ab 2003 Aufforstungsbetriebe in diesem Land ausgebaut. 2011 und 2012 wurden jedoch als Teil einer Restrukturierung die Tochterfirmen in Costa Rica und in Nicaragua an zwei bisherige Schweizer Aktionäre verkauft.[9] Im Gegensatz zu Para in Brasilien handelte es sich dabei um relativ erfolgreiche Betriebe mit kostbarem Baumbestand.

- Europa: Die anfängliche Partnerfirma A. van den Berg B.V., Nieuwerbrug, Niederlande, als grösster Abnehmer in Europa wurde 2005 vollständig übernommen und als Precious Woods Europe B.V. weiterbetrieben. Dieser Standort diente zur Lagerung und als Verteilzentrum von Tropenholz in Europa. Dazu wurden Dienstleistungen wie Beratung über Tropenholzarten und deren Einsatz sowie Holzbearbeitung angeboten.

- Gabun: 2007 stieg Precious Woods erstmals im Tropengürtel Afrikas in die Forstwirtschaft ein, indem an den seit längerem bestehenden Firmen Compagnie Equatoriale des Bois (CEB) und Tropical Gabon Industrie (TGI) Mehrheitsbeteiligungen erworben wurden. Mit 630 Mitarbeitern wurde 2022 ein Konzessionsgebiet von etwa 596'800 Hektaren in Ost-Gabun, Zentralafrika, bewirtschaftet. Wegen fehlender Infrastruktur und Regierungsauflagen erstellte Precious Woods Unterkünfte, Trinkwasser- und Elektrizitätsversorgung sowie eine medizinische Grundversorgung für die Angestellten und ihre Familien.

- Seit 1947 bestand in Gabun bereits ein Sägewerk und seit 1999 ein Fournierbetrieb der Vorgängerfirmen. Als der Staat Gabun verfügte, dass nur noch verarbeitetes Holz exportiert werden darf, gewannen diese Werke an Bedeutung. Seit 2009 ist die gesamte Wertschöpfungskette FSC-zertifiziert.

- Europa: Die operative Tätigkeit der Tochtergesellschaft Precious Woods Europe B.V. wurde nach dem Lagerverkauf im Laufe des Jahres 2013 eingestellt und führte zu Sonderkosten von 8 Millionen USD. In den Geschäftsjahren 2013, 2014 und 2015 gab es einen Reinverlust von Precious Woods, wodurch auch das Eigenkapital abnahm.[10]

- Anfangs Oktober 2020 ging Precious Woods in Gabun eine Partnerschaft mit der französischen Arbor-Gruppe ein, welche Marktführer bei der Produktion von Sperrholzplatten in Frankreich ist und ebenfalls über eine Furnierproduktion in Gabun verfügt. Durch den Zusammenschluss der beiden Furnierwerke konnte den Absatz der Produkte von TGI gesichert werden. Das Sägewerk wird die neue Gesellschaft mit furnierfähigem Rundholz versorgen. Precious Woods ist mit 49 % an diesem Zusammenschluss als Compagnie des placages de la Lowé beteiligt.

- Im August 2021 wurde die Minderheitsbeteiligung an BK Energia Ltda. durch die Übernahme der restlichen Anteile in den vollständigen Besitz der Precious Woods Amazon umgewandelt. Diese Firma produziert aus der Abfallbiomasse des Unternehmens Energie und Dampf für die eigenen Betriebe wie auch für eine benachbarte Stadt.[11]

## Geschäftsgang
Nach Jahren mit Verlusten gelang im Geschäftsjahr 2012/2013 die Refinanzierung der Firma.
Im Dezember 2014 wurden Wandeldarlehen fällig. Die Gläubiger haben ihre Darlehen in Aktien umgewandelt.
Im Juni 2016 fand eine Kapitalerhöhung statt, welche zu einer Steigerung des Aktienkapitals auf 6,8 Mio. CHF, bestehend aus 6,8 Mio. Namensaktien von je 1 CHF, geführt hat. Aus dieser Erhöhung resultierte ein Bruttoerlös von 4,3 Mio. CHF.

## Konzept der Waldbewirtschaftung
Auf ihrer Homepage bekennt sich die Organisation „zu allen Aspekten der Nachhaltigkeit“. Hierbei werde laut Verwaltungsrat Andreas Gut ein „dreifacher Mehrwert“ aus wirtschaftlichen, sozialen und ökologischen Interessen verfolgt. Dieser habe die Absicht, eine alternative Bewirtschaftungsform des Regenwaldes aufzuzeigen und deren Rentabilität trotz ökologischer und sozialer Verträglichkeit zu beweisen.
Um diese Ziele zu erreichen, bediene man sich verschiedener Methoden:
- Verarbeitung der Hölzer vor Ort durch einheimisches und gut ausgebildetes Personal, wodurch lokale Arbeitsplätze entstehen und die Sekundarschäden des Waldes, beispielsweise durch unzureichende Fälltechniken oder unselektive Holzentnahme, minimiert werden.
- Erstellung von Forstbewirtschaftungsplänen durch die Datenaufnahme und Kartierung einzelner Bäume und der damit möglichen Baumauswahl zur Festlegung eines Ernteablaufs.
- Selektive Holzentnahme durch direktionales Fällen und Berücksichtigung qualitativer wie ökologischer Faktoren.
- Nutzung leichter Maschinen zur Schonung des Waldbodens.
- Gleichgewicht aus Holzentnahme und Aufforstung mit begleitender ökologischer Forschung unter Vermeidung von Monokulturen und dem Erhalt von Waldgebieten in ihrer nahezu natürlichen Form mit möglichst minimalen Eingriffen.
- Verzicht der Nutzung bestimmter Bereiche um Wasserläufe, Ufer und anderer ausgewiesener Schutzzonen mit einem Gesamtumfang von circa 25 % am gesamten Waldgebiet.
- Keine Bewirtschaftung der von indigenen Völkern genutzten Waldgebiete.
- Wiederaufforstung ehemals gerodeter Waldflächen und dadurch Wiederherstellung eines vielfältigen Waldökosystems.

## Kritik
Precious Woods wurde in Brasilien der Verletzung lokaler Regeln angeklagt. Das Unternehmen  bestreitet die entsprechenden Vorwürfe.